# Arsa Bulgară, Bolgrad
Rivne (în ucraineană Рівне) este un sat în comuna Borodino din raionul Bolgrad, regiunea Odesa, Ucraina.

## Demografie
Componența lingvistică a localității Arsa Bulgară
     Bulgară (90,38%)
     Română (3,56%)
     Rusă (2,93%)
     Ucraineană (2,3%)
     Alte limbi (0,21%)
Conform recensământului din 2001, majoritatea populației localității Arsa Bulgară era vorbitoare de bulgară (90,38%), existând în minoritate și vorbitori de română (3,56%), rusă (2,93%) și ucraineană (2,3%).